# Shank 2
Shank è un videogioco d'azione beat 'em up a scorrimento bidimensionale sviluppato da Klei Entertainment e pubblicato da Electronic Arts nel 2012. Annunciato il 27 settembre 2011, è il sequel dell'originale Shank, ed è uscito il 7 febbraio per la PlayStation 3 e Microsoft Windows, l'8 febbraio per la Xbox 360, e il 19 dicembre per Linux e Macintosh.

## Trama
È passato del tempo da quando Shank, un tempo sgherro del cartello di Cesar, ha ucciso il suo stesso padrone nel primo gioco vendicando così la morte della moglie, ma ora il paese natale di Shank è sconvolto da una guerra civile dove varie fazioni si contendono il controllo. Il generale Magnus, uscitone vincitore dopo aver rovesciato il governo, si è autoproclamato presidente, e domina la regione con il pugno di ferro tramite la sua milizia, controllando gran parte delle attività criminali dei cartelli.
La ribellione contro la milizia è guidata da Elena, compagna e vecchio mentore di Shank. All'inizio del gioco, Elena è rapita dalla milizia di Magnus: all'insaputa dell'intera popolazione, Magnus è gravemente malato, e gli serve un trapianto di cuore. La scelta è caduta su Elena stessa, che viene così coinvolta in un processo che potrebbe certamente ucciderla. Aiutato da Corina, altra allieva di Elena, Shank dovrà così farsi strada tra l'esercito di Magnus per salvare il suo mentore e rovesciare il despota.

## Modalità di gioco
Esattamente come il primo gioco, Shank 2 è un picchiaduro a scorrimento in stile fumetto, dove il gameplay è pressoché identico al precedente, in quanto il giocatore controlla sempre Shank e userà tre stili di combattimento: un paio di coltelli, un'arma da mischia (inizialmente una motosega) e una o due armi da fuoco (inizialmente un paio di pistole). Oltre alle granate, il giocatore non solo (come nel titolo precedente) potrà prendere le armi da nemici eliminati come mitragliatrici, pesci e mannaie, ma potrà usare anche le molotov e le mine di prossimità, che sono selezionabili a seconda delle preferenze del giocatore. Inoltre, oltre agli attacchi a presa, ai lanci dei nemici e agli assalti, il gioco contiene anche una novità: l'abilità di contrattaccare, ovvero di ritorcere l'arma contro l'avversario; ad esempio, è possibile prendere una mazza da baseball mentre si sta venendo attaccati e colpire il nemico con essa, oppure ritorcere una pistola in modo che il nemico riceva il proiettile invece del giocatore.
La porzione multiplayer del gioco è una modalità sopravvivenza cooperativa dove due giocatori affrontano un totale di 20 ondate di nemici, difendendo al contempo delle stazioni di rifornimento da degli artificieri nemici che arrivano occasionalmente.
La telecamera in Shank 2 è molto più lontana dal giocatore rispetto all'originale, rendendo quindi le aree più grandi e permettendo una maggiore mobilità durante il combattimento. Inoltre, mentre il gioco originale conteneva uno stato in blocco e un gran numero di mosse statiche durante le quali il giocatore era invincibile, Shank 2 rimuove l'invulnerabilità durante le azioni e la schivata statica, costringendo il giocatore ad affidarsi alla tempistica sulle schivate e parate. I nemici, inoltre, sono molto più vari, e contengono anche nemici piccoli.
Altra caratteristica di Shank 2 è un personaggio femminile, Corina, presente sia nella storia che nella modalità sopravvivenza. Le sue animazioni e il suo stile di combattimento sono diversi da quelli di Shank, e sebbene usi lo stesso arsenale del personaggio maschile (un paio di coltelli, un'arma pesante e un'arma da fuoco), le sue scelte sono diverse: in generale, i suoi attacchi sono più rapidi ma infliggono anche meno danno, e sono molto più acrobatici.

## Accoglienza
| Testata                            | Versione | Giudizio |
| ---------------------------------- | -------- | -------- |
| GameRankings (media al 31-10-2020) | PS3      | 79%      |
| GameRankings (media al 31-10-2020) | PC       | 71%      |
| GameRankings (media al 31-10-2020) | X360     | 78%      |
| Metacritic (media al 31-10-2020)   | PS3      | 77/100   |
| Metacritic (media al 31-10-2020)   | PC       | 72/100   |
| Metacritic (media al 31-10-2020)   | X360     | 77/100   |
| GamesRadar+                        | Tutte    | [ 3 ]    |
| IGN                                | Tutte    | 8.5/10   |
| Eurogamer                          | Tutte    | 8/10     |
| GameSpot                           | Tutte    | 6/10     |
| Destructoid                        | PC       | 6.5/10   |

Shank 2 ha ricevuto un'accoglienza positiva, in quanto la Metacritic l'ha votato con un punteggio di 72/100. Mitch Dyer del sito web IGN lo ha considerato "uno dei migliori giochi d'azione di recente memoria".